# Lasioglossum mose
Lasioglossum mose är en biart som beskrevs av Ebmer 1974. Lasioglossum mose ingår i släktet smalbin, och familjen vägbin. Inga underarter finns listade i Catalogue of Life.